# Montes Torricelli
Los Montes Torricelli son una cadena montañosa en la provincia de Sandaun, al noroeste de Papúa Nueva Guinea. El pico más alto de la cordillera es el Monte Sulen, con 1650 metros. Los montes Bewani se encuentran al oeste, y los montes del Príncipe Alexander al este. Al norte, las montañas descienden hasta el Océano Pacífico, y al sur se encuentra la cuenca del Río Sepik.
Dentro de esta cordillera se hablan decenas de lenguas torricelinas.

## Ecología
La parte de la cordillera por encima de los 1000 metros de altitud alberga la ecorregión de los bosques húmedos de montaña del norte de Nueva Guinea, que también se extiende por partes de las cordilleras vecinas. Las laderas por debajo de los 1000 metros de altitud forman parte de los bosques lluviosos y pantanosos de agua dulce de las tierras bajas del norte de Nueva Guinea.
Dos de los mamíferos más amenazados del mundo, el canguro arborícola de Scott (Dendrolagus  scottae) y el canguro arborícola de manto dorado (Dendrolagus pulcherrimus), viven en la selva tropical de estas montañas. Descubierto en 1981, el planeador del norte (Petaurus abidi) en peligro crítico ocurre exclusivamente en un área de menos de 100  km2 en los montes Torricelli.